# 아베 가오루 (배우)
아베 카오루(阿部薫, 1980년 3월 27일 ~ )는 일본의 배우이다.

## 출연작

### 드라마
- 2003년~2004년 《폭룡전대 아바렌쟈》 아스카 / 아바레 블랙 역
- 2005년 《교토지검의 여자 2》 호시노 오사무 역

### 영화
- 2004년 《디.피》 서브작가 역